# TOMORROW (浜田麻里のアルバム)
『TOMORROW』（トゥモロウ）は、浜田麻里の12枚目のアルバム。MCAビクターから1991年10月19日に発売された。

## 背景
ビクター音楽産業／InvitationからMCAビクターへ移籍後初のアルバムで、同時に浜田がレーベルの邦楽第一号アーティストとなった。
移籍したきっかけは、浜田が初期の事務所から逃げたことと、帝国ホテルで行われたビクターのヒット賞の授賞式に出席し、周囲に森進一と松本伊代が出席する中、司会者を務めた常務取締役が受賞者の名前と楽曲を読み上げ、壇上で軽く挨拶をする流れだったが、浜田はその年の売り上げ1位だったのにも関わらず、松本から「麻里さん呼ばれてないよね？」と声をかけられるまで呼ばれないという事態になり、移籍を決意したという。浜田は「傍から見たら、女一人で頼りなく見えたと思います。ビクター内に私の個人事務所を立ち上げていただけるほど恵まれていた反面、アーティストとして一目置かれるには、まだ若すぎました。特別扱いしてほしいわけではなかったんですけど、子会社の頼りない女性シンガー、という植えつけられたイメージを、なかなか払拭できなかったんだと思います」と語っている。
当初は、ソニーミュージック系の関係者からの誘いもあり、ソニー系のレーベルに移籍する予定だったが、同時期に新しく発足したMCAから、条件の良い移籍話が持ち上がったため、MCAビクターの移籍を決めたという。

## 制作
移籍第1弾作品ということもあり、『必ずヒット作を作らないといけない』というプレッシャーもあったという。そのため、浜田は「タイアップの話もいくつかいただいていましたし、自分が当時やるべきと思った、日本で活躍するアクティブな女性ロックシンガーとしての理想形を世の中に提示していこうと本気で考えました。それを求めつつ、レコード会社にも還元しなきゃいけないっていう、その両方の合間を縫ったような心持ちで制作はしたと思います」と語った一方で、「それがイコール、万人受けするものを作ろうとする意識にはならず、あくまでも新しいアーティストイメージを持ちたいと考えて、自分の信じた方向に進んだだけです」と振り返っている。特に、11曲目の「Precious Summer」が『熱闘甲子園』（朝日放送・テレビ朝日系）のタイアップになったりしたこともヒットした要因と語っており、当時、MCAビクターの宣伝担当が新卒が多く、浜田は「彼らがすごく頑張って、いろんなところに音源を持っていってくれたりなど、地道なプロモーションの努力が、あの時分の成功には結びついていたと思います。嬉しかったですね」と振り返っている。
参加ミュージシャンに、スティーヴ・ルカサーをはじめ、ランディ・カーバーなどが参加している。浜田は「結果として、私と同系統の女性シンガーがたくさん生まれてくる状況に拍車を掛けることができたと思います。それはもちろん想定内のことでしたが、この辺りでデビュー当時に思い描いた、シーンを引っ張る自分になることができたという実感がありました」と語っている。

## 音楽性
5曲目の「Paradox」は、増崎孝司が作曲を担当した。浜田は「マイナー路線の曲が一つの自分の色になって、その流れで作った」と語っており、2023年時点で人気の高い楽曲である。
11曲目の「Precious Summer」は、織田哲郎が作曲を担当した。オファーしたきっかけとして、MCAビクターのサブA&Rが、織田と麻雀をする間柄であり、『熱闘甲子園』のタイアップ依頼があったタイミングで、サブA&Rが「浜田麻里の曲を書きませんか？」と依頼したところ、織田が「ああいいよ、いいよ」というやり取りで実現したという。浜田自身も、以前から織田と面識はあり、すごく売れてる作曲家の方にお願いした感覚はなかったという。

## 批評
| 専門評論家によるレビュー | 専門評論家によるレビュー |
| レビュー・スコア         | レビュー・スコア         |
| 出典                     | 評価                     |
| ------------------------ | ------------------------ |
| CDジャーナル             | 肯定的                   |

『CDジャーナル』は、1曲目の「Tele-Control」のイントロを「ドド〜ンと大波が打ち寄せる東映のタイトルバックみたい」と表現し、「おぉ〜、浜田麻里や〜。やっぱ歌ウマい」と全体的に肯定的に評価している。

## 収録曲

### CD盤
| 全作詞: 浜田麻里。 |                     |           |                     |                         |      |
| #                  | タイトル            | 作詞      | 作曲                | 編曲                    | 時間 |
| 1.                 | 「Tele-Control」    | 浜田麻里  | 大槻啓之            | 大槻啓之 & 浜田麻里     | 4:38 |
| 2.                 | 「Easy-Going」      | 浜田麻里  | 大槻啓之            | 大槻啓之 & 浜田麻里     | 5:16 |
| 3.                 | 「Love Ain't Easy」 | 浜田麻里  | 大槻啓之            | 大槻啓之 & 浜田麻里     | 4:39 |
| 4.                 | 「Rainy Blue」      | 浜田麻里  | 浜田麻里 & 大槻啓之 | 大槻啓之 & 浜田麻里     | 4:52 |
| 5.                 | 「Paradox」         | 浜田麻里  | 増崎孝司            | 増崎孝司 & 浜田麻里     | 5:14 |
| 6.                 | 「Missing」         | 浜田麻里  | 浜田麻里 & 大槻啓之 | 大槻啓之 & 浜田麻里     | 3:07 |
| 7.                 | 「One Kiss」        | 浜田麻里  | 大槻啓之            | 大槻啓之 & 浜田麻里     | 4:15 |
| 8.                 | 「Selfish」         | 浜田麻里  | Haward Killy        | Haward Killy & 浜田麻里 | 3:37 |
| 9.                 | 「Love N' Music」   | 浜田麻里  | 山浦克己            | & Greg Edward           | 4:38 |
| 10.                | 「More Than Ever」  | 浜田麻里  | & 浜田麻里          | & Greg Edward           | 5:10 |
| 11.                | 「Precious Summer」 | 浜田麻里  | 織田哲郎            | & Greg Edward           | 3:51 |
| 12.                | 「Tomorrow」        | 浜田麻里  | 大槻啓之            | 大槻啓之 & 浜田麻里     | 6:08 |
| 合計時間:          | 合計時間:           | 合計時間: | 合計時間:           | 55:25                   |      |

### CT盤, DCC盤
| 全作詞: 浜田麻里。 |                     |           |                     |                     |      |
| #                  | タイトル            | 作詞      | 作曲                | 編曲                | 時間 |
| 1.                 | 「Tele-Control」    | 浜田麻里  | 大槻啓之            | 大槻啓之 & 浜田麻里 | 4:38 |
| 2.                 | 「Easy-Going」      | 浜田麻里  | 大槻啓之            | 大槻啓之 & 浜田麻里 | 5:16 |
| 3.                 | 「Love Ain't Easy」 | 浜田麻里  | 大槻啓之            | 大槻啓之 & 浜田麻里 | 4:39 |
| 4.                 | 「Rainy Blue」      | 浜田麻里  | 浜田麻里 & 大槻啓之 | 大槻啓之 & 浜田麻里 | 4:52 |
| 5.                 | 「Paradox」         | 浜田麻里  | 増崎孝司            | 増崎孝司 & 浜田麻里 | 5:14 |
| 6.                 | 「Missing」         | 浜田麻里  | 浜田麻里 & 大槻啓之 | 大槻啓之 & 浜田麻里 | 3:07 |
| 合計時間:          | 合計時間:           | 合計時間: | 合計時間:           | 27:46               |      |

| 全作詞: 浜田麻里。 |                     |           |              |                         |      |
| #                  | タイトル            | 作詞      | 作曲         | 編曲                    | 時間 |
| 1.                 | 「One Kiss」        | 浜田麻里  | 大槻啓之     | 大槻啓之 & 浜田麻里     | 4:15 |
| 2.                 | 「Selfish」         | 浜田麻里  | Haward Killy | Haward Killy & 浜田麻里 | 3:37 |
| 3.                 | 「Love N' Music」   | 浜田麻里  | 山浦克己     | & Greg Edward           | 4:38 |
| 4.                 | 「More Than Ever」  | 浜田麻里  | & 浜田麻里   | & Greg Edward           | 5:10 |
| 5.                 | 「Precious Summer」 | 浜田麻里  | 織田哲郎     | & Greg Edward           | 3:51 |
| 6.                 | 「Tomorrow」        | 浜田麻里  | 大槻啓之     | 大槻啓之 & 浜田麻里     | 6:08 |
| 合計時間:          | 合計時間:           | 合計時間: | 合計時間:    | 27:39                   |      |

## 参加ミュージシャン
- ALL VOCAL : MARI HAMADA

THE BAND
- MICHAEL LANDAU : ELECTRIC & ACOUSTIC GUITARS
- JOHN KEANE : DRUMS
- JOHN PIERCE : BASS
- RANDY KERBER : KEYBOARDS & PROGRAM

ADDITIONAL GUESTS
- STEVE LUKATHER : GUITAR
- TIM PIERCE : GUITAR
- ROBBIE BUCHANAN : KEYBOARDS & PROGRAM
- EFRAIN TORO : PERCUSSION
- BACKGROUND SINGERS “TOMORROW” : RICK PALOMBI, SETH MARSH, BERNADETTE BARLOW, NATISSE BAMBI JONES

## メディアでの使用
| #                         | 曲名                | タイアップ                                             | 出典  |
| ------------------------- | ------------------- | ------------------------------------------------------ | ----- |
| - 1 (CD) - A-1 (CT, DCC)  | 「Tele-Control」    | ブティック・ジョイ CFソング                            | [ 5 ] |
| - 1 (CD) - A-1 (CT, DCC)  | 「Tele-Control」    | フジテレビ系『葡萄が目にしみる』エンディングテーマ     | [ 6 ] |
| - 5 (CD) - A-5 (CT, DCC)  | 「Paradox」         | 日本ビクター・BSテレビ『インテリアート』CMソング       | [ 7 ] |
| - 7 (CD) - B-1 (CT, DCC)  | 「One Kiss」        | 大同生命CMソング                                       |       |
| - 11 (CD) - B-5 (CT, DCC) | 「Precious Summer」 | 朝日放送・テレビ朝日系『熱闘甲子園』テーマソング       | [ 3 ] |
| - 12 (CD) - B-6 (CT, DCC) | 「Tomorrow」        | 朝日放送・テレビ朝日系『熱闘甲子園』エンディングテーマ |       |

## リリース日一覧
| 地域 | リリース日     | レーベル                            | 規格   | 規格品番  | 概要                                                | 順位 |
| ---- | -------------- | ----------------------------------- | ------ | --------- | --------------------------------------------------- | ---- |
| 日本 | 1991年10月19日 | MCAビクター                         | CD     | MVCD-1    | 廃盤                                                | 2位  |
| 日本 | 1991年10月19日 | MCAビクター                         | CT     | MVTD-1    | 廃盤                                                | 2位  |
| 日本 | 1992年11月21日 | MCAビクター                         | DCC    | MVXD-1    | 廃盤                                                | -    |
| 日本 | 2014年1月15日  | ユニバーサルミュージック／USM JAPAN | SHM-CD | UPCY-6797 | デジタル・リマスタリング / 30周年記念高音質SHM-CD化 | -    |